# Schlacht bei Rennell Island
Tulagi und Gavutu-Tanambogo – Savo Island – Tenaru – Ost-Salomonen – Bloody Ridge – Operationen am Fluss Matanikau – Cape Esperance – Henderson Field – Santa-Cruz-Inseln – Matanikau-Offensive – Koli Point – Carlsons Patrouille – Guadalcanal – Tassafaronga – Mount Austen – Rennell Island – Operation Ke – Operation Cleanslate
Die Schlacht bei der Rennell-Insel war eine Seeschlacht im Zweiten Weltkrieg, die in der Nähe von Rennell südlich von Guadalcanal vom 29. bis 30. Januar 1943 stattfand. Landgestützte japanische Bomber griffen eine amerikanische Task Force an, wobei die Amerikaner einen Schweren Kreuzer verloren.

## Vorgeschichte
Ende Januar 1943 evakuierte das japanische Heer seine Truppen von Guadalcanal, was sich in einem zunehmenden Schiffsverkehr äußerte. Die Amerikaner interpretierten dies jedoch falsch – sie dachten, dass die Japaner eine weitere Offensive planten. Admiral William Halsey entsandte fünf Task Forces, um die 2. Marinedivision zu unterstützen. Task Force 18 unter Konteradmiral Robert C. Giffen, bestehend aus den Geleitflugzeugträgern Chenango und Suwannee, den Schweren Kreuzern Chicago, Louisville und Wichita den Leichten Kreuzern Montpelier, Cleveland und Columbia sowie den acht Zerstörern Edwards, Chevalier, Conway, La Vallette, Waller, Taylor, Frazier und Meade, war dazu bestimmt, die Luftabwehr für die Nachschubtransporte zu übernehmen.
Die Geleitflugzeugträger waren mit ihren 18 Knoten jedoch zu langsam, um rechtzeitig beim geplanten Treffpunkt anzukommen, so dass Giffen sie zurückließ und mit den anderen Schiffen auf 24 Knoten beschleunigte, in Erwartung der Luftunterstützung vom Henderson Field auf Guadalcanal. Er wurde aber von japanischen U-Booten entdeckt, die seine Position an die Torpedobomber-Staffeln in Munda Point (New Georgia) und Buka weitermeldeten.

## Die Schlacht
Etwa um 19 Uhr trafen die japanischen Bomber ein, warfen einige Torpedos ab, von denen allerdings keiner traf, und beschossen mit ihren Bordwaffen die amerikanischen Schiffe. Danach warfen sie Leuchtkugeln ab, um die Position und den Kurs der Task Force zu markieren. Um 19:30 Uhr wurde ein weiterer Angriff gestartet, wobei die Japaner einen Treffer auf der Chicago erzielten, der sie kampfunfähig machte. Admiral Giffen änderte um 20 Uhr den Kurs, um den von den Leuchtkugeln markierten Kurs zu vermeiden. Um 20:15 Uhr waren die meisten Bomber verschwunden. Die Louisville nahm die Chicago in Schlepp, während die Geleitflugzeugträger aufholten und wieder Luftunterstützung bieten konnten.
Am Nachmittag des 30. Januar griffen nochmals elf Mitsubishi G4M an, wobei der Großteil abgefangen werden konnte. Einige kamen jedoch durch und warfen Torpedos ab, die die Chicago versenkten und die La Vallette beschädigten.
Die Japaner starteten danach noch einen letzten Angriff, konnten aber keine Ziele mehr finden.

## Ergebnis
Admiral Giffen konnte das geplante Treffen nicht einhalten, aber der Transport von Nachschub und Soldaten, den er zu schützen hatte, wurde erfolgreich nach Lunga Point gebracht und konnte die dort stationierten Truppen entlasten.